# Justin McBride
Justin Travis McBride (07 de Agosto de 1979) foi um peão de boiadeiro estadunidense, bicampeão do mundo em montaria em touros pela PBR (Professional Bull Riders).
Atualmente é cantor de música country, e comentarista de TV.

## Como Peão

### Títulos

#### 1999
- Top Guns Bull Riding Champion (Odessa, Texas)

#### 2001
- Ty Murray Invitational Champion (Albuquerque, New Mexico)
- Colorado Open Co-Champion (Colorado Springs, Colorado)
- Grand Rapids Open Champion (Grand Rapids, Michigan)
- Justin Bull Riding Champion (Houston, Texas)
- Baltimore Open Champion (Baltimore, Maryland)

#### 2002
- Bullnanza Nashville Champion (Nashville, Tennessee)

#### 2003
- Anaheim Open Champion (Anaheim, California)
- St. Louis Open Champion (St. Louis, Missouri)

#### 2004
- Phoenix Invitational Champion (Phoenix, Arizona)
- Jerome Davis Challenge Co-Champion (Greensboro, North Carolina)
- Indianapolis Invitational Champion (Indianapolis, Indiana)
- Tacoma Classic Champion (Tacoma, Washington)

#### 2005
- Worcester Open Co-Champion (Worcester, Massachusetts)
- Jacksonville Open Co-Champion (Jacksonville)
- St. Louis Open Champion (St. Louis, Missouri)
- Heart of the West Ford Stores Invitational Champion (Reno, Nevada)
- Ty Murray Invitational Co-Champion (Albuquerque, New Mexico)
- NILE Invitational Champion (Billings, Montana)

#### 2006
- Fritos Invitational Champion (Dallas, Texas)
- U.S. Army Invitational Champion (Reading, Pennsylvania)
- Rocky Boots Invitational Champion (Columbus, Ohio)

#### 2007
- Sacramento Classic Champion (Sacramento, California)
- Southern Ford Dealers Invitational Champion (Tampa, Florida)
- New Orleans Classic Champion (New Orleans, Louisiana)
- Cabela's Classic Champion (Kansas City, Missouri)
- Cabela's Shootout Champion (Omaha, Nebraska)
- Built Ford Tough Invitational Champion (Auburn Hills, Michigan)
- Dickies Invitational Champion (Dallas, Texas)
- U.S. Army Invitational Champion (Greensboro, North Carolina)

#### 2008
- Express Classic Champion (Tulsa, Oklahoma)
- Jack Daniels Invitational Champion (Nashville, Tennessee)

## Como Músico
McBride começou sua carreira musical em 2007. Uma semana após consagrar-se bicampeão do mundo em montaria de touros, seu primeiro álbum, Don't Let Go, foi lançado.
Em 19 de Outobro de 2010, McBride lançou seu primeiro álbum ao vivo, intitulado Live at Billy Bob's Texas.

### Discografia
Don't Let Go (2007)
- Track Listing:

1. Don't Let Go
2. Tumbleweed Town
3. Beer Drinkin' Song
4. Bigger Fish to Fry
5. That Was Us
6. Went For a Ride
7. Cowboy 'Til I Die
8. It Takes a Lot
9. God's In Oklahoma Today
10. Good Saddles Ain't Cheap
11. Tough
12. Love Me If You Can

Live at Billy Bob's Texas (live CD/DVD; 19 de October 19 de 2010)